# Plumarella adhaerans
Plumarella adhaerans is een zachte koraalsoort uit de familie Primnoidae. De koraalsoort komt uit het geslacht Plumarella. Plumarella adhaerans werd in 1912 voor het eerst wetenschappelijk beschreven door Nutting. 